# Kingston, Đảo Norfolk
Kingston (Norf'k laengwij: Daun Taun) là thủ phủ của lãnh thổ Đảo Norfolk của Úc tại Nam Thái Bình Dương. Các cơ quan lập pháp, hành chính và tư pháp đều nằm ở Kingston. Đây là đô thị lâu đời thứ hai tại Úc, có ý nghĩa lịch sử và văn hóa lớn không chỉ với người dân đảo Norfolk mà còn với toàn bộ người dân Úc.

## Lịch sử
Thị trấn được thành lập vào ngày 6 tháng 3 năm 1788 bởi Trung úy Philip Gidley King RN và 22 người định cư (bao gồm cả 9 tù nhân nam và 6 tù nhân nữ).. Họ khởi hành từ Port Jackson chỉ một vài tuần sau khi người Anh thành lập thuộc địa New South Wales. Ban đầu thị trấn có tên gọi là Sidney hoặc Sydney Bay. Năm 1796 thì thị trấn được gọi là Town of Sydney. để vinh danh Tử tước Sydney.

## Hình ảnh

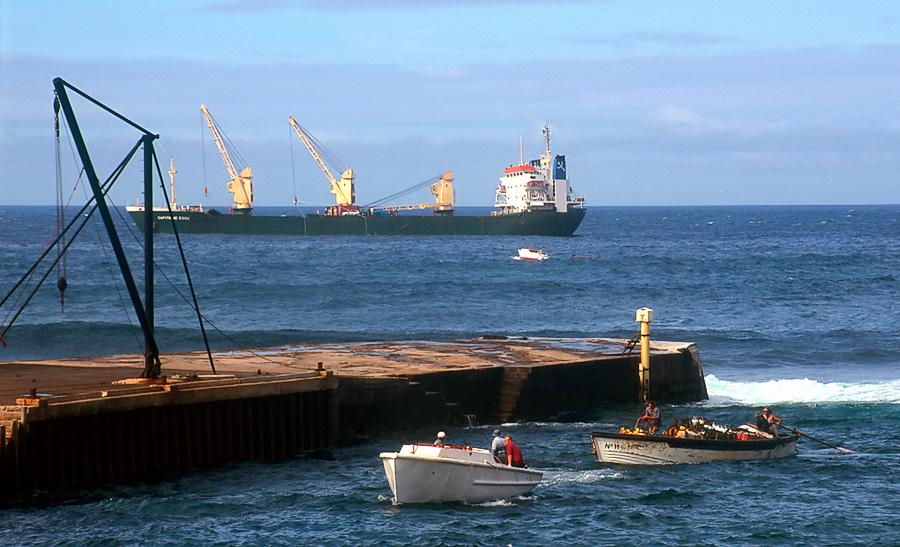
Một chiếc thuyền đang kéo một xuồng chở hàng được lấy từ một tàu lớn đang neo ngoài khơi tại bến tàu Kingston
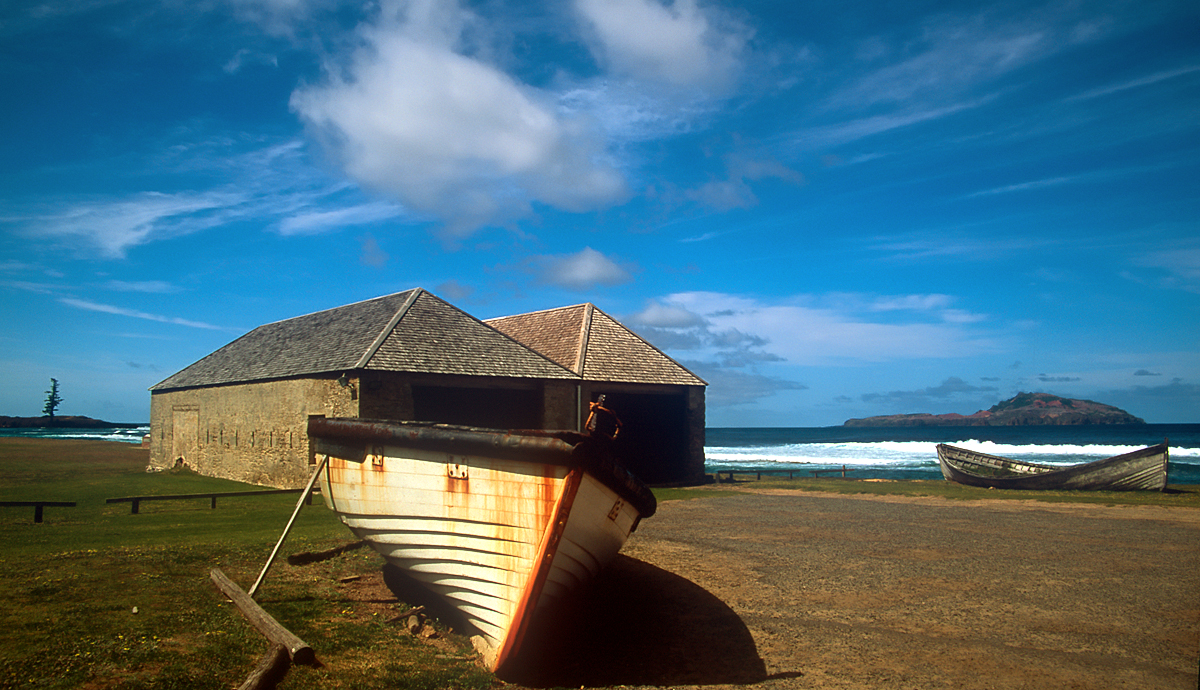
Các xuồng chở hàng cũ kĩ
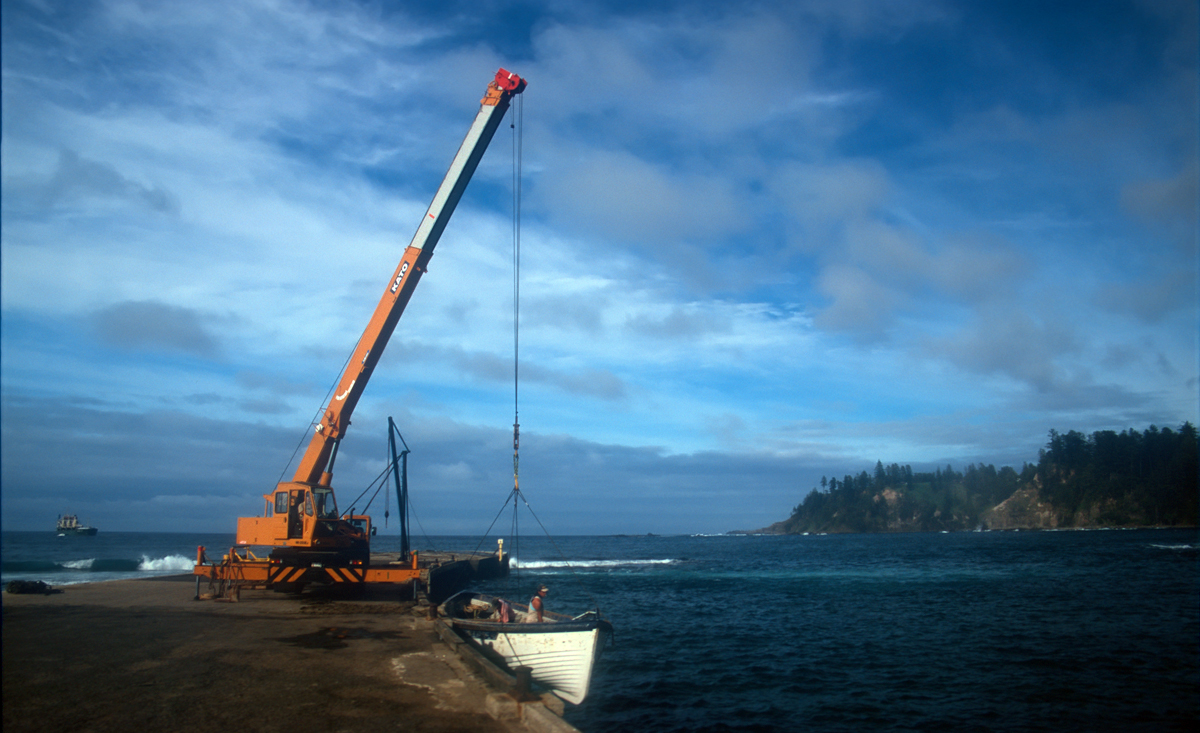
Cần trục tại bến tàu Kingston Pier đang dỡ hàng từ xuồng chở hàng